# Конные восхождения на Эльбрус (1998, 1999)
Конные восхождения на Эльбрус — конные восхождения, совершенные в 1998 и 1999 году конниками из Карачаево-Черкессии, на высочайшую вершину Европы. Совершены в целях популяризации Карачаевской породы лошадей.

## Экспедиция 1998 года
12 августа группа конников и восходителей из Карачаево-Черкесии, во главе с заслуженным специалистом республики К.-Г. Урусовым и А. Тебуевым, с тремя карачаевскими лошадьми (Даур, Хурзук, Имбирь) завершила подъём на восточную вершину горы Эльбрус, (высота вершины, 5621 м). Конь по кличке Имбирь поранился, и не смог завершить восхождение, и на завершающем этапе, на самой вершине побывали лошади Даур и Хурзук.

## Экспедиция 1999 года
18 августа, такое же восхождение (лошади — Игилик, Даур, Имбирь) было совершено и на западную вершину (высота 5642 м). По причине трудности завершающего этапа восхождения, на вершине побывала самая легкая лошадь, Игилик.

## Экспедиция 2019 года
Спустя 20 лет, всадники из Карачаево-Черкесии и Кабардино-Балкарии поднялись на западную вершину горы Эльбрус на лошадях карачаевской породы. Подъем начался 13 сентября в 22:20 мск, а завершился 14 сентября около 10:00, конниками Асхатом Гузоевым, Асланом Алтуевым и Асланом Хубиевым на лошадях Боз и Дамлы. Целью этого конного восхождения было «испытание на выносливость карачаевской породы лошадей».

## Участники
Автор идеи восхождения, К.-Г. Урусов, специалист по коневодству. Участники восхождения 1998 года: К.-Г. Урусов, Б. Бегеулов, А. Тебуев, альпинист Р. Хапчаев, У. Байрамуков и Э. Кубанов. Конники: М. Джатдоев (а. Хурзук, лошадь — Имбирь). М. Биджиев (а. Учкулан, лошадь — Даур). Д. Каппушев (а. Карт-Джурт, лошадь — Хурзук). Представительница Ингушетии Албогачиева Лейла, присоединилась к экспедиции еще на пути к «Приюту 11-ти».
Участники восхождения 1999 года: в команду вошли все три конника, участвовавших в походе 1998 года, причем Биджиев и Джатдоев со своими прежними лошадьми (Дауром и Имбирем), а Д. Каппушев с конем по имени Игилик. Так же участвовали Б. Бегеулов, А. Тебуев, альпинист Р. Хапчаев, У. Байрамуков Э. Кубанов, М. Хачиров.
Участники обоих восхождений, были награждены медалью ордена «За заслуги перед отечеством» II степени, указом президента РФ № 277 от 13 марта 2002 года.